# Білімович Олександр Дмитрович
Олекса́ндр Дми́трович Білімович (нар. 1876, Житомир — 21 грудня 1963, Монтерей, США) — економіст, громадський діяч. Брат математика і механіка Антона Білімовича.

## Біографія

### На Батьківщині
Народився у родині військового лікаря в Житомирі, здобув вищу освіту на юридичному факультеті у Київському університеті (який закінчив із золотою медаллю). З 1909 року — ординарний професор Київського університету. У 1915 році захистив докторську дисертацію та очолив кафедру політичної економії та статистики, яку займав до 1918 року.
Симпатизував консервативним політичним силам, був рішучим противником «чорного переділу» землі, стверджуючи, що це економічно неефективно. У 1919 році після зайняття Києву білими був запрошений до «Особливої Наради», де займався економічними питаннями. 15 вересня 1919 року на посаду попечителя Одеської навчальної округи денікінська влада призначила професора О. Білімовича, який перед тим заявив, що він вороже налаштований до вчителів, тому не прислухався і не буде прислухатися до їхньої думки та радитись з ними.  [Архівовано 23 червня 2013 у WebCite]. У 1920 року назавжди залишив батьківщину.

### Еміграція
В еміграції понад 20 років працював у Люблянському університеті, де очолював кафедру політичної економії. У 1944 році виїхав до Мюнхена, після падіння Третього Рейху деякий час обіймав посаду декана Мюнхенського університету для російських емігрантів. Після його закриття був запрошений до Каліфорнійського університету, де викладав спецкурс, присвячений югославській економіці. Водночас він продовжував займатися економічними дослідженнями. Помер Олександр Білімович в Монтереї, штат Каліфорнія у 1963 році.

## Економічні погляди
Ще до еміграції Олександр Білімович заявив про себе як про рішучого опонента марксизму, якій набув в той час досить велику популярність серед інтелігенції. Революція, Громадянська війна та вимушена еміграція тільки затвердила його в подібних поглядах. Загалом він написав до 150 наукових праць різного формату та обсягу, але головні з них були позначені різкою полемікою з Марксом та марксистами. На думку Олександра Білімовича хибними були не лише твердження Маркса про класову боротьбу як «рушійну силу історії», але й проголошення матеріального аспекту людської історії абсолютом та першопричиною усього. У деяких роботах Олександр Білімович проаналізував економічний устрій Югославії та СРСР, вказуючи на його неефективність і передбачаючи його неминучий економічний та соціальний крах.

## Нагороди
Золота медаль за статистичне дослідження «Товарное движение на русских железных дорогах».